# Лапта
Лапта́ (хлопта) — русская народная командная игра с мячом и битой. Игра проводится на естественной площадке. Цель игры — ударом биты послать мяч в поле, перебежать поле до противоположной стороны (кона) и вернуться обратно, не дав противнику «осалить» себя мячом. За каждую перебежку команде начисляются очки. Выигрывает команда, набравшая больше очков за установленное время. К родственным лаптe видам спорта относятся бейсбол и крикет.
Яркую характеристику лапте дал известный русский писатель Александр Куприн в 1916 году в спортивном журнале «Геркулес»: «Это народная игра, к сожалению, забытая и находящаяся в пренебрежении, — одна из самых интересных и полезных игр… В лапте нужны: находчивость, глубокое дыхание, верность своей „партии“, внимательность, изворотливость, быстрый бег, меткий глаз, твёрдость удара руки и вечная уверенность в том, что тебя не победят… Трусам и лентяям в этой игре не место».

## История русской лапты
История русской лапты начинается очень давно: упоминания о ней встречаются в летописях, а биты и мячи для игры были найдены при раскопках в Великом Новгороде в слоях, относящихся к XIV столетию.
При Петре I игру начали применять как средство физической подготовки солдат Семёновского и Преображенского полков, а затем и в других воинских подразделениях. В Российской империи в лапту играли люди всех возрастов, она использовалась и для физического воспитания детей, подростков, юношей и девушек. При комиссаре просвещения Н. И. Подвойском русская лапта была включена в физическую подготовку солдат Красной Армии.
В 1958 году спортивная лапта дебютировала в СССР - первые соревнования республиканского уровня прошли в Воронеже. Летом 1959 года лапта была включена в программу Спартакиады народов РСФСР. В это время основным отличием спортивной лапты от традиционной русской народной игры были более чётко определённые правила (игроки имели номера, а соревнования проводили на поле длиной от 60 до 80 метров и шириной 20-25 метров). Позднее на некоторое время проведение соревнований было прекращено.
11 ноября 1986 года вышло Постановление Госкомспорта СССР «О развитии бейсбола, софтбола и русской лапты», после чего проведение турниров было продолжено. В 1996 году была создана Межрегиональная федерация русской лапты, в 2003 году она была преобразована во всероссийскую общественную физкультурно-спортивную организацию — Федерацию русской лапты России, объединяющую 46 региональных отделений в субъектах Российской Федерации. В настоящее время русская лапта получила своё развитие как официальный вид спорта, вошедший в Единую всероссийскую спортивную классификацию, и культивируется более чем в 45 регионах Российской Федерации. Проводятся официальные чемпионаты, кубки, первенства России среди разных возрастных групп, традиционные всероссийские детско-юношеские турниры. Соревнования проходят на открытых травяных и земляных спортивных площадках, а также в спортивных залах и на манежах.
Создана достаточно хорошая научно-методическая база, имеются официальные правила соревнований, различные методические пособия по технической, тактической, физической подготовке игроков, методике судейства, по организации и проведению соревнований. Федеральным агентством по физической культуре и спорту и Федерацией лапты России разработана и утверждена примерная программа по русской лапте для ДЮСШ, готовится к изданию пособие «Технология тренировочного процесса по этапам спортивной подготовки». Русская лапта развивает многие жизненно важные физические качества человека: быстроту, силу, координационные способности, вырабатывает игровое мышление, смекалку, чувство коллективизма и т. д. По техническим элементам это самый естественный и доступный вид спорта по сравнению с другими спортивными играми.
Учащиеся 5-6 класса за одно занятие могут научиться игре в русскую лапту, что возможно и в других игровых видах спорта. Самое главное: в русской лапте не требуются дорогостоящий инвентарь, оборудование и специальная экипировка. Достаточно иметь обычный теннисный мяч, деревянную (самодельную) биту, ровную площадку для игры и желание проявить себя в этом увлекательном русском национальном виде спорта. На сегодняшний день норматив «Мастер спорта России» выполнили более 300 спортсменов, активно занимающихся русской лаптой в России.
Во многих городах и районах сельской местности открылись отделения по русской лапте в ДЮСШ: в республике Башкортостан, Воронежской, Новгородской, Томской, Челябинской, Тульской, Амурской, Свердловской областях и других регионах.
В январе 2023 года школьникам с 1 по 11-й класс включили в реестр общеобразовательных программ курс лапты.

## Правила игры
Существует много вариантов игры. На данный момент Федерацией русской лапты культивируется два основных варианта игры: большая лапта и малая (мини-) лапта. Большая лапта играется на открытых, естественных площадках. Малая лапта — это вариант большой лапты для помещений или уменьшенных игровых площадок.

### Большая Лапта
Правила Федерации русской лапты

#### Площадка

Поле для лапты

Игра проходит на прямоугольной игровой площадке размером 40—55 м. в длину и 25—40 м. в ширину. С одной стороны площадки находится город (дом), откуда мяч вводится в игру ударом биты, с другой стороны — кон. Между домом и коном находится поле. По бокам поле ограничено боковыми линиями. В 10 метрах от линии дома в поле проводится контрольная (штрафная) линия. Между контрольной линией и линией дома находится штрафная зона. Штрафная зона нужна для определения правильности удара. Если мяч перелетел контрольную линию по воздуху (не коснулся штрафной зоны), то удар засчитывается, если соблюдены другие условия (см. раздел «Ввод мяча в игру»).
В пределах города, как правило, выделяют следующие три зоны:
- пригород — здесь игроки ожидают возможности начать перебежку после ввода мяча в игру. Сюда переходят игроки, удар которых не был засчитан или удар был засчитан, но перебежка не была начата по другим причинам (например, мячом быстро овладели защитники и бежать опасно)
- площадка подающего — отсюда производится удар битой. Также отсюда может начать перебежку бьющий, если удар засчитан.
- площадка очередности — здесь игроки ожидают своей очереди на удар

Нужно сказать, что граница пригорода очень условная. Игроки, имеющие право на перебежку, могут начинать ее из любой части города за исключением площадки подающего. Это просто требования безопасности, чтобы случайно не задеть битой игрока.

#### Бита и мяч
Для игры нужен теннисный мяч (резиновый) и бита (лапта), которая должна быть цельнодеревянной, длиной от 60 см и до 120 см, диаметром не более 5 см. Каждый игрок может пользоваться индивидуальной битой, соответствующей этим размерам. Игрокам в возрасте до 12 лет разрешается пользоваться плоской битой длиной 80 см, шириной до 6 см.

#### Состав команды
Каждая команда состоит из 10 игроков, один из которых назначается капитаном. Во время игры на площадке должны находиться шесть игроков каждой команды, которые могут быть заменены.

#### Продолжительность игры
Игра состоит из двух таймов по 30 минут с 5-ти минутным перерывом. По жребию игроки одной команды идут в город (команда нападения, бьющая команда), а другая команда идет в поле (команда защиты, водящая команда).

#### Подача и удары по мячу
Команда города (команда нападения) начинает игру. Подачу мяча для игрока с битой осуществляет другой игрок команды нападения. У каждого игрока есть две попытки удара. Если после одного из ударов мяч оказался в игре (см. раздел «Ввод мяча в игру»), то игроки нападения, имеющие право на перебежку, могут ее начать.
Во время удара в штрафной зоне не должно быть игроков защиты. Это нужно для безопасности, так как во время удара бита может вылететь из рук игрока.
Если игрок не смог ввести мяч в игру с двух попыток, он переходит в зону пригорода. Здесь он ожидает ввода мяча в игру следующим игроком своей команды.
Игрок также может отказаться от удара и сразу перейти в зону пригорода.
Если в ходе игры у нападающей команды не окажется игроков, имеющих право на удар, то происходит свободная смена сторон (игроки нападения меняются с игроками защиты без борьбы).

#### Ввод мяча в игру
Удар считается действительным, то есть мяч введен в игру правильно и можно начинать перебежки, во всех случаях за исключением:
- мяч после удара битой коснулся поля в пределах штрафной зоны
- мяч после удара битой по воздуху перелетел боковые линии и коснулся земли (площадки) за боковыми линиями

Во всех остальных случаях удар считается действительным. Если мяч коснулся поля и только потом вылетел за боковую линию, то удар считается. Также если мяч после удара коснулся игрока команды защиты, то куда бы потом мяч не попал: в штрафную зону, в поле или за боковые линии, или была поймана «свеча»), удар засчитывается и перебежки можно начинать или продолжать уже начатые перебежки. Иногда защитникам бывает удобнее, чтобы удар был засчитан. Например, мяч после удара улетел высоко вверх, но не далеко от города, и, очевидно, упадет в штрафную зону. В момент удара с кона побежали игроки в город. В таком случае, защитникам выгоднее поймать мяч в штрафной зоне (удар засчитывается и еще зарабатывается одно очко в защите!) и попытаться осалить игроков возвращающихся в город. По правилам, если перебежка начата, она должна быть закончена в одну сторону. В данном случае, если игроки начали перебежку из кона в город и удар засчитан, то возвращаться обратно на кон им нельзя. При этом в пределах поля они могут бегать в любую сторону, но заходить за коновую черту (и, конечно, за боковые линии) не могут. Они могут только вернуться в город. Если бы игроки защиты не ловили мяч и дали ему упасть в штрафную зону, то тогда удар не был бы засчитан и игроки, начавшие перебежки, возвратились на исходные позиции.
За линией кона аута нет. То есть за линию кона мяч может улетать настолько далеко, насколько его может запустить бьющий игрок.

#### Возвращение мяча в дом (город)
Игроки защиты должны возвратить мяч в дом, если нет возможности для осаливания (все игроки нападения находятся либо в городе, либо на кону). При возвращении мяча в дом, в штрафной зоне может находится только один игрок у которого мяч. После пересечения линии дома, считается что мяч вышел из игры. Иными словами, если мяч пересек черту города, то на этом розыгрыш заканчивается и обратно в игру мяч может быть возвращен только ударом биты. Та команда, игрок которой последним коснулся мяча становится в защиту, а другая, соответственно, в нападении. Однако здесь есть одно исключение. Нередко встречается следующая ситуация: в пригороде скопилось 5 игроков, шестой (последний игрок) выполняет удар и удар засчитан. Тогда игроки защиты после ловли или подбора мяча могут не салить игроков нападения перебегающих поле, а просто возвратить мяч в город. Как уже было сказано выше, если перебежка начата, то она должна быть закончена в одну сторону. В данном случае, если выбросить мяч в город быстро, то игроки нападения смогут добежать только до кона и в городе не останется никого с правом на удар и произойдет свободная смена. Если хотя бы один игрок нападения успеет добежать до кона и начать перебежку обратно до возвращения мяча в город, то он возвращается в город и получает право на удар (и, кстати, зарабатывает для своей команды два очка (!) за полную перебежку).

#### Перебежки
Игроки нападения после ввода мяча в игру могут начинать перебежку. При этом бежать могут только те игроки, которые пробили по мячу. Бьющий игрок, начинает перебежку с площадки подающего, остальные игроки начинают перебежки из пригорода. Игроки, которые еще не били по мячу начинать перебежку не могут. Перебежку можно начинать в любой момент пока мяч находится в игре (пока мяч не возвращен в город). Если до пересечения мячом линии дома игроки нападения начали перебежку, то они обязаны закончить ее в одну сторону. Игрок, сделавший перебежку из города за линию кона, может остаться там, и возвратиться в город с последующим ударом игрока своей команды.
Игроки, которые возвратились в город (дом) получают право на удар. Они становятся в очередь за теми игроками в городе, которые еще не били по мячу.

#### Осаливание
Игрок, совершающий перебежку, считается осаленным, если его коснется мяч в пределах игровой площадки (в пределах поля). Игроки защиты с целью осаливания игроков нападения могут перемещаться с мячом в любом направлении или передавать мяч любому игроку своей команды. После осаливания, игроки защиты должны убежать за линию города или кона, так как осаленная команда может произвести ответное осаливание (переосаливание) тех игроков, которые не успели убежать в город или кон. Ответные осаливания могут продолжаться до тех пор, пока все игроки последней осалившей команды не убегут за линию города или кона. Для ответного осаливания игроки команды нападения, находящиеся за линией дома или кона имеют право выбегать на площадку, помогая своим игрокам, но их количество не должно превышать 6 игроков. Если после окончания осаливаний, часть игроков не смогла возвратиться в город и осталась за чертой кона, то команда нападения, как будто, «разбивается» на две части: на игроков в городе и игроков на кону. В сумме число игроков должно быть 6. Право на удар имеют только те игроки, которые возвратились в город. Игроки на кону стараются возвратиться в город с ударом игрока своей команды. При этом они получают только право на удар, но очки своей команде не приносят. Иногда случается, что в город с кона одновременно возвращаются и игроки которые совершили полные перебежки (город — кон — город) и которые остались на кону после осаливания. Поэтому на соревнованиях всегда просят игроков, возвратившихся в город с очками поднять руку — чтобы судьи могли отличить их от игроков, которые не принесли очков.

#### Самоосаливание
Самоосаливание происходит когда нарушаются правила:
- Игрок нападения начал перебежку и возвратился за линию дома или кона
- Игрок нападения наступил ногой на боковую линию или вообще забежал за боковую линию

При самоосаливании игрок противоположной команды, находящийся с мячом, обязан положить его в пределах игровой площадки, и покинуть площадку за линию дома (города) или кона вместе с остальными игроками своей команды.

#### Очки
Игрок защиты, поймавший мяч с лета («свеча») приносит своей команде одно очко. При этом не важно где был пойман мяч: в поле, за боковыми линиями, за линией кона или в штрафной зоне. Важно, чтобы мяч не коснулся земли.
Игрок нападения приносит своей команде два очка, если совершил полную перебежку и оставшись при этом не осаленным или до осаливания другого игрока своей команды. Например, из кона в город бегут 4 игрока. Каждый из них потенциально может принести два очка (всего 8 очков). Первые два успели добежать до города, третьего осалили, но он переосалил и вместе с четвертым вернулся в город. В таком случае команда зарабатывает только 4 очка — за первых двух игроков, которые совершили полную перебежку до осаливания другого игрока своей команды. Или другими словами, после осаливания все потенциальные очки сгорают.

#### Результат игры
Выигрывает команда, которая набрала больше очков за игровое время.

### Малая (мини-) лапта
Малая лапта — вариант большой лапты для помещений или уменьшенных игровых площадок.
Соответственно, размеры площадки меньше, чем в большой лапте — длина 23-40 м. и ширина 15-20 м. Контрольная (штрафная) линия проводится в 6 м от линии дома.
Меньше и состав команды — 8 игроков (в Большой Лапте — 10). Во время игры на площадке должны находится только 5 игроков (в большой лапте — 6 игроков).
Игра состоит из двух таймов по 20 минут.
У игрока только одна попытка удара.
Разрешаются удары по мячу только способом сверху («удар топором»).
В закрытых помещениях осаливание также считается, если мяч коснется игрока после отскока от стены или других предметов, за исключением потолочного перекрытия. И, конечно, осаливание разрешено только в пределах игрового поля.
Правила этого варианта лапты были разработаны на факультете физической культуры Башкирского государственного педагогического университета им. М. Акмуллы.

### Вариант «Ярославская лапта»

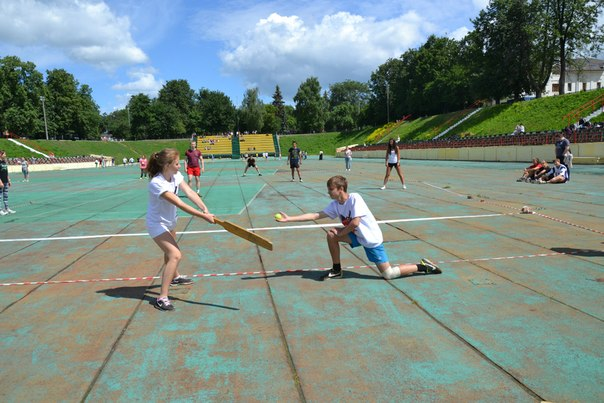
Летний кубок по Ярославской лапте, 2014 год

Вариант древнерусской игры, модифицированный в Ярославле и представляющий собой особую версию со своими правилами. Основные отличия от официальных правил Федерации русской лапты России:
- совершать перебежку может только игрок, совершивший удар по мячу
- команды соревнуются не на время, а на счет — до 6 очков
- игра ведется смешанными командами — 3 юноши и 2 девушки
- игра ведется плоской битой — лаптиной, в отличие от русской лапты, где удары совершаются битой круглого сечения

Имеется также ряд нюансов, делающих игру менее динамичной, но требующей от игроков большего индивидуального и командного мастерства. Игра в данной версии популярна среди студенческой и работающей молодёжи и известна с советского времени и даже ранее. В Ярославской области общественной организацией «Молодёжный Совет города Ярославля» регулярно проводятся соревнования по Ярославской лапте.

### Вариант «Переменки»
На площадке проводится черта. За эту черту становятся двое играющих. Один из них (подающий) подбрасывает мяч, а другой отбивает его лаптой. Остальные участники игры, стоя в разных местах, ловят мяч на лету. Тот, кому удается поймать мяч на лету, идёт отбивать его, а тот, кто отбивал, идёт отбивать снова. В начале игры можно поставить условие, что игра считается законченной, если один из играющих набрал десять очков, то есть десять раз отбил мяч так, что его никто не поймал. Если игроки в поле поймали отбитый мяч «с лету», то происходит смена команд.

### Вариант «Чиж»
В этом варианте вместо мяча используется деревянный четырёхгранный «чиж» c заострёнными концами и с цифрами на гранях: I, II, III и IV. Этот вариант игры показан в художественном фильме «18-14».

### Вариант «Донская лапта»
Этот вариант игры был придуман в 2006 году в Ростове-на-Дону и имеет 3 главных особенности, направленных на улучшение степени командности игры:
- в поле действует правило «трех шагов»: игрок, получивший мяч в поле, может делать только три шага с мячом, затем должен либо бить, либо давать пас другому (в случае, если сделано больше трех шагов, игрок обязан положить мяч на землю, взять его вновь может только другой игрок команды)
- из-за особенности вышеуказанного правила ширина поля составляет 10 метров
- счет идет не по времени, а до фиксированного числа очков — до 25.

Открытые игры в этом варианте проводятся в неофициальном статусе уже более десяти лет, пользуясь популярностью прежде всего за счет повышенного элемента стратегии (делается упор на построение игроков в поле и короткий пас).